# Шабульдо Фелікс Михайлович

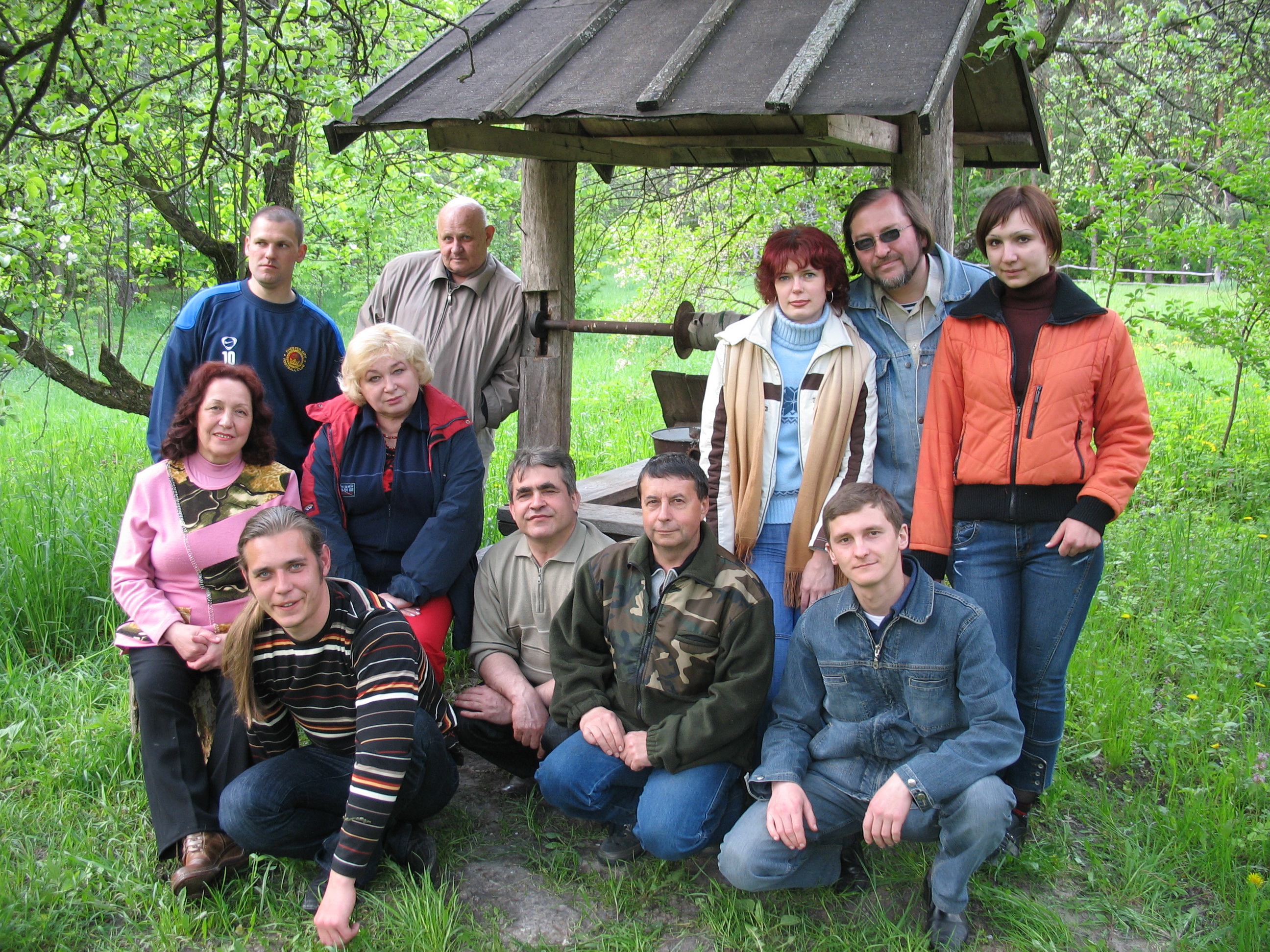
Фелікс Михайлович з колективом Кафедри історії України Ніжинського державного університету ім. М. Гоголя

Фелікс Михайлович Шабульдо (21 квітня 1941, Улан-Уде — 4 травня 2012, Київ) — український історик. Фахівець з історії України доби класичного і пізнього середньовіччя — часу перебування українських земель у складі Великого князівства Литовського.

## Біографічні відомості
На долю Фелікса Михайловича випало нелегке життя, його дитинство і юність припали на воєнні та повоєнні роки. Народився Фелікс Михайлович у родині військовослужбовця в місті Улан-Уде. Ще підлітком він почав свій трудовий шлях у заводському колективі, й у сімнадцять років уже мав спеціальність токаря. Проте, працюючи на виробництві, Фелікс Михайлович не переставав мріяти про навчання. У 1962 р. він поступив на історичний факультет Київського державного університету імені Т. Г. Шевченка, а роком пізніше влаштувався на посаду старшого архіваріуса Київського міського державного архіву. Через два роки Ф. М. Шабульдо працював уже молодшим науковим співробітником Центрального державного історичного архіву УРСР. Входження в архівне середовище мало неабиякий вплив на формування його як дослідника, оскільки саме прискіплива увага до джерел стане своєрідною візитною карткою наукових праць історика.

## Наукова діяльність
У 1968 р. Фелікс Михайлович був членом редколегії «Українського історичного журналу». Із цього часу і до кінця свого життя він тісно був пов'язаний з академічним Інститутом історії України. Крім того, у 1990-х рр. Ф. М. Шабульдо зробив свій внесок у становлення Інституту археографії та джерелознавства імені М. С. Грушевського НАН України. Саме у ці роки визначилося коло наукових інтересів Фелікса Михайловича: поважне місце в яких, окрім праць у галузі державознавства та археографії, посіла середньовічна доба — основним об'єктом його досліджень стали українські землі у складі Великого князівства Литовського. Цій проблематиці він присвятив свою кандидатську дисертацію, захист якої відбувся у 1983 р. Пізніше на її основі було підготовлено й у 1987 р. опубліковано монографію «Землі Південно-Західної Русі у складі Великого князівства Литовського», яка стала помітним явищем в історіографії і завоювала широку читацьку аудиторію. У ході дослідження т. зв. литовської доби вітчизняної історії увагу науковця привернули фактично невисвітлені аспекти відносин Великого князівства Литовського та Золотої Орди. Звернувшись до цих малопопулярних і контроверсійних у радянському історіографічному просторі сюжетів, Фелікс Михайлович Шабульдо поставив перед собою завдання з'ясувати, коли саме і як відбувся перехід українських земель зі складу Золотої Орди до складу Великого князівства Литовського, а також зрозуміти правові підвалини цього процесу. Паралельно з цим учений продовжив розпочате свого часу Ф. Петрунем вивчення ханських ярликів, зокрема в контексті визначення етапності та процедури їх складання, виявлення протографа тощо. Результати цієї роботи він виклав у праці «Синьоводська битва та проблеми її розв'язання», а також у серії статей.

## Останні роки життя
Під кінець життя, у 2008—2012, працював викладачем, доцентом кафедри Історії України Ніжинського державного університету ім. М. Гоголя. Наукові досягнення Фелікса Михайловича Шабульдо знайшли визнання не лише в Україні. За внесок у розвиток історичної думки український учений був посвячений у кавалери Лицарського хреста ордена Литовської Республіки «За заслуги перед Литвою». 4 травня 2012 р. на сімдесят другому році життя перестало битися серце відомого українського вченого.

## Основні праці
1. Синьоводська проблема у новітніх дослідженнях: Зб. ст. — К., 2005 (ред., у співавт.).
Збірник статей присвячено маловідомим сторінкам історії Центральної України XIV ст. Дослідження істориків, археологів, філологів вводять у науковий обіг невідомі досі джерела і крізь призму синьоводської проблеми більш широко окреслюють українсько-ординські та литовсько-ординські стосунки на степовому покордонні.
2. Синьоводська проблема: Можливий спосіб її розв'язання. — К., 1998.
На основі поглибленого аналізу історичних джерел зроблено спробу по-новому й інакше, ніж в усталеній історіографічній традиції, висвітлити проблему Синьоводської битви 1362 р.
3. Земли Юго-Западной Руси в составе Великого княжества Литовського. — К., 1987.
У монографії висвітлюються конкретно-історичні обставини переходу під владу Литовської держави Волинської, Подільської, Київської та Чернігово-Сіверської земель, їх суспільно-політичний устрій, досліджуються питання боротьби проти панування Золотої Орди, за возз'єднання всіх земель Русі в єдиній державі.